# 東雲大橋
東雲大橋（しののめおおはし）は、岐阜県恵那市の木曽川に架かる岐阜県道72号恵那蛭川東白川線の桁橋である。

## 概要
近隣の上流側にある東雲橋の老朽化に伴い、同県道の東雲バイパスの一部として建設された。国の補助事業（社会資本整備総合交付金）などによる道路改良事業「主要地方道恵那蛭川東白川線東雲工区」として、岐阜県による事業。仮称として「新東雲橋」と呼ばれていた。川の水面からの高さは80 m。

## 諸元
- 供用：2015年（平成27年）8月21日[1]
- 延長： 349 m[1]
- 幅員： 9.75 m（橋梁部9.5 m、2車線・車道3 mと片側歩道2.5 m）[1]
- 区間： 岐阜県恵那市大井町丸池 - 同市笠置町毛呂窪 間[1]

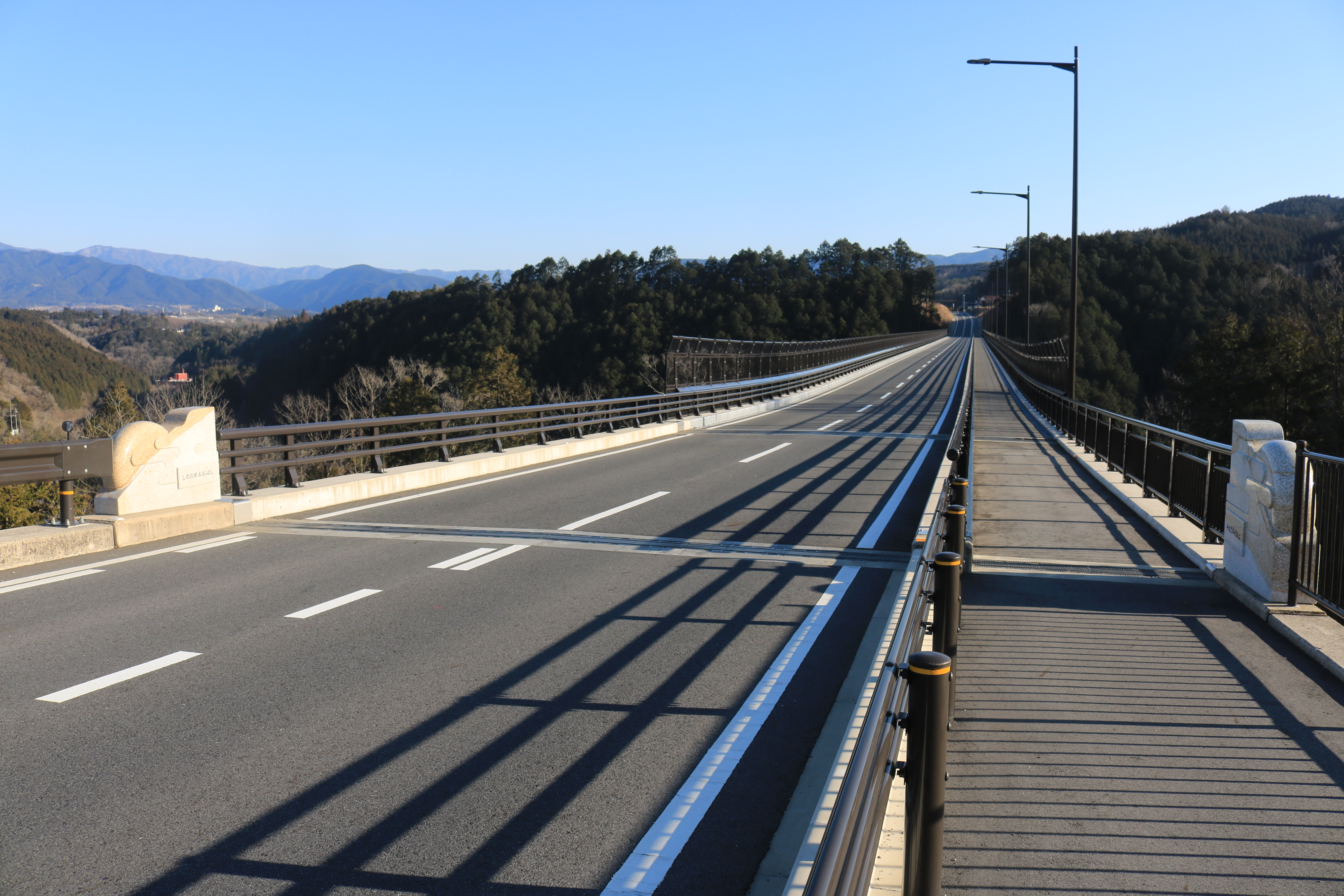
北側の右岸から望む東雲大橋、幅員が9.75 m
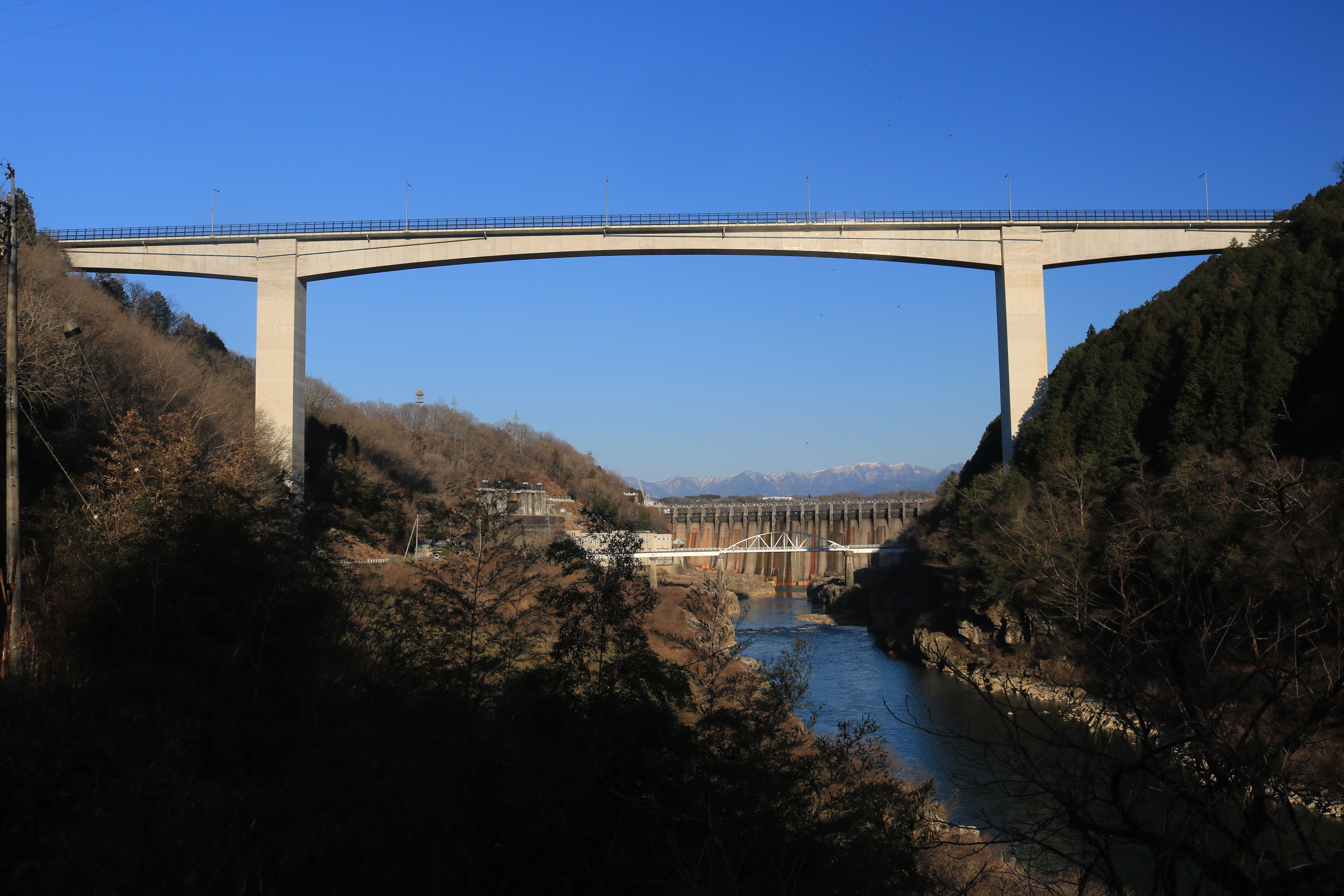
下流側から望む東雲大橋、上流側に東雲橋と大井ダム

## 沿革
1909年（明治42年）に、初代の木製吊り橋の東雲橋が開通した。1931年（昭和6年）に、2代目東雲橋（岐阜県道72号恵那蛭川東白川線）が開通した。平成13年度に本事業（総事業費が約40億円、本橋を含む東雲バイパスの延長約1.4 kmの2工区）が着手された。本橋の事業費は約28億円。平成19年度に2代目東雲橋の約200 m下流側で、本工事が着手され、2015年（平成27年）8月21日に開通した。